# 漢江南岸防禦戰
37°45′N 126°11′E / 37.750°N 126.183°E
漢江南岸防禦戰，聯合國方面稱之為霹靂行動（英語：Operation Thunderbolt），是韓戰中以美軍為首的聯合國軍隊所發起的一場攻勢。
這場攻勢是美國第八軍團新任指揮官馬修·李奇威上將所領導的第一場攻勢，於第三次漢城戰役結束後三週展開。

## 行動
1951年1月15日，美國陸軍第27步兵團展開旨在執行武裝偵察任務的「獵狼犬行動」（Operation Wolfhound）。此時期的漢江南岸與原州市均仍由中國人民志願軍控制，因此除非能攻下漢江南岸的中國軍隊據點，聯合國軍將無法對原州發起任何重大攻勢。霹靂行動於1月25日展開，美軍第1軍與第9軍自漢城西南方向該城方向進兵。
馬修·李奇威上將對此次攻勢的立場是以優勢火力「消耗」在數量上佔有優勢的敵軍，故進攻行動獲得大量火炮與空中支援。到了2月9日時，聯合國軍已抵達漢江南岸，而中國軍隊更在2月下旬時完全撤退至漢江以北。

## 影響與後續
再次編由第八軍團指揮的美國陸軍第10軍負責控制該區域，並稍後於2月5日參與代號為「圍捕行動」的新一波攻勢。由彭德懷將軍指揮的中國軍隊則發動第四階段戰役作為對聯合國軍攻勢的回應，並於橫城反擊戰取得初步的成功。
中國軍隊的推進稍後在砥平里戰役與第三次原州戰役中受阻。美軍在漢江南岸面對為數龐大的輕裝步兵時以集中火力與倚賴密接空中支援作為回應的作戰策略稍後亦成為其在越南戰爭中所高度仰賴的戰術。
霹靂行動結束後，聯合國軍隊幾乎立刻發起了代號為「屠夫行動」的新一輪攻勢。

## 註腳
註釋
1. ↑  此數字是1951年1月25日至2月20日的美軍總傷亡，但不含第10軍的傷亡數字。參見Ecker 2005, p. 83.

引用
1. ↑  Chinese Military Science Academy 2000，第371頁.
2. ↑  Chinese Military Science Academy 2000，第372頁.
3. ↑  Chinese Military Science Academy 2000，第373頁.
4. ↑  Appleman 1990，第149頁.
5. ↑  Ecker 2005，第83頁.
6. ↑  Chinese Military Science Academy 2000，第232頁.
7. 1 2 3 4 5 6  Malkasian, Carter. . Osprey. 2001: 38–40. ISBN 1-84176-282-2.
8. ↑  Edwards, Paul M. . Greenwood. 2006: 26. ISBN 0-313-33248-7.

## 延伸閱讀
- Bowers, William T., , Lexington, KY: University Press of Kentucky, 2008, ISBN 978-0-8131-2508-4